# (11743) Jachowski
(11743) Jachowski est un astéroïde de la ceinture principale.

## Description
(11743) Jachowski est un astéroïde de la ceinture principale. Il fut découvert le 13 mai 1999 à Socorro (Nouveau-Mexique) par le projet LINEAR. Il présente une orbite caractérisée par un demi-grand axe de 2,37 UA, une excentricité de 0,19 et une inclinaison de 3,2° par rapport à l'écliptique.

## Compléments